# Luisia boninensis
Luisia boninensis är en orkidéart som beskrevs av Rudolf Schlechter. Luisia boninensis ingår i släktet Luisia och familjen orkidéer.
Artens utbredningsområde är Ogasawara-shoto. Inga underarter finns listade i Catalogue of Life.